# Dorposz Chełmiński
Dorposz Chełmiński (niem. Kulmisch Dorpasch) – wieś w Polsce położona w województwie kujawsko-pomorskim, w powiecie chełmińskim, w gminie Chełmno. Nazwa pochodzi od niderlandzkiego słowa „Dorp” – „wieś”.

## Podział administracyjny
W latach 1975–1998 miejscowość administracyjnie należała do województwa toruńskiego.

## Demografia
Według Narodowego Spisu Powszechnego (III 2011 r.) wieś liczyła 221 mieszkańców. Jest czternastą co do wielkości miejscowością gminy Chełmno.

## Historia
Miejscowość w średniowieczu przeszła na własność prokuratora papowskiego (z Papowa Biskupiego).
W latach 1939–1942 dotychczasową nazwą wsi było Kulmisch Dorposch, lecz po przeprowadzonej zamianie nazw miejscowości w Okręgu Rzeszy Gdańsk-Prusy Zachodnie, w latach 1942–1945 nazywała się Dorrenbusch.